# امانوئل برنهایم
امانوئل برنهایم (فرانسوی: Emmanuèle Bernheim‎; ۳۰ نوامبر ۱۹۵۵ – ۱۰ مهٔ ۲۰۱۷) فیلم‌نامه‌نویس، نویسنده و رمان‌نویس اهل فرانسه بود.
وی فیلم‌نامه فیلم استخر به کارگردانی فرانسوا اوزون بود.وی در پاریس زندگی می‌کرد و با تلویزیون نیز همکاری داشت.
وی همچنین برندهٔ جوایزی همچون جایزه مدیسی شده است.